# بی‌خودی (فیلم ۱۹۹۲)
بی‌خودی (به هندی: Bekhudi)یک فیلم سینمایی هندی محصول سال ۱۹۹۲ به کارگردانی راهول راول است. در این فیلم بازیگرانی همچون کاجول، کمال سادانا، تانوجا، کولبوشان کارباندا، فریده جلال ایفای نقش کرده‌اند.